# Salvador Cabezas
Salvador Flamenco Cabezas (né le 28 février 1947 à San Salvador au Salvador) est un footballeur international salvadorien, qui évoluait au poste d'attaquant.

## Biographie

### Carrière en sélection
Avec l'équipe du Salvador, il joue 26 matchs (pour aucun but inscrit) entre 1968 et 1971[réf. nécessaire]. 
Il figure dans le groupe des sélectionnés lors de la Coupe du monde de 1970. Lors du mondial, il joue trois matchs : contre la Belgique, le Mexique et l'Union soviétique.
Il participe également aux Jeux olympiques de 1968 organisés au Mexique.

## Palmarès
Atlético Marte
- Championnat du Salvador (1) :
  - Champion : 1968-69.